# Сорокин, Игнатий Васильевич
Игна́тий Васи́льевич Соро́кин (1860 — ?) — крестьянин, депутат Государственной думы Российской империи.

## Биография
Крестьянин, русский, православный. Получил начальное образование. Проживал в деревне Решетной Козельского уезда Калужской губернии, занимался земледелием, имел 3 десятины земли. Был сельским старостой, являлся активистом местного отделения Союза русского народа.
Избран депутатом Государственной думы от Калужской губернии.
Был удостоен аудиенции императора Николая II.
Дальнейшая судьба неизвестна.